# Евстатий I
Свети Евстатий I Сръбски е сръбски православен архиепископ от 1279/1282 г. – до 1286 г.
Умира на 4 януари 1286 г. в Жича, където се намира архиепископската катедра. Няколко години след смъртта му, ковчегът с тленните му останки е пренесен от неговия наследник Яков Сръбски в новото седалище на архиепископията – в Печ. Това се налага защото Жича е в обсега на военните действия между Дърман и Куделин и Шишман I от една страна /под егидата на Златната орда/, и Милутин и Драгутин от друга. Яков полага тленните останки на Евстатий в църквата „Св. св. апостоли Петър и Павел“ в новия архиепископски град Печ.
До началото на февруари 1926 г. се приемало, че мощите на св. Евстатий са изгубени, докато не са намерени в малък кивот в старата църква „Св. Спас“ във Велес, заедно с мощите на Св. Петър Коришки. Незнайно защо мощите се сахранявали във велешката църква „като дар от св. Арсений“ от юли 1847 г., като мощите били останали от печкия и вселенски патриарх Йоаникий III Константинополски с надпис от 30 август 1752 г. Десетилетия наред светините са пазени в старата велешка църква от турци и български екзархисти.